# Ilm (fiume Turingia)
L'Ilm è un piccolo fiume tedesco della Turingia lungo 128,7 km affluente della Saale. Confluisce nella Saale presso Bad Kösen. Città lungo il corso dell'Ilm sono Langewiesen, Stadtilm, Kranichfeld, Bad Berka, Weimar, Apolda e Bad Sulza.